# Fleckvieh
Fleckvieh (Nederlands: gevlekt vee) is een rundveeras dat door kruising in de 19e eeuw is ontstaan in Centraal-Europa. Fleckvieh stamt af van het roodbonte Simmentaler rund uit het Alpengebied. Het heeft een kenmerkende witte kop.
Er bestaat een dubbeldoel- en een vleesveevariant. In Oostenrijk, Zwitserland en Duitsland bevinden zich in totaal meer dan een miljoen stamboekdieren. Duitsland heeft met 665.000 dieren de grootste populatie. Deze bevindt zich voornamelijk in Zuid-Duitse deelstaten als Beieren en Baden-Württemberg. Door de stevige bouw beschikken de dieren over een grote voeropnamecapaciteit. Dit maakt een hoge melk- en vleesproductie mogelijk en bevordert een goede vruchtbaarheidscyclus. Ook passen de dieren zich gemakkelijk aan aan wisselende omstandigheden.
Veehouders streven bespierde koeien na van 950 tot 1100 kg levend gewicht en 1,38-1,42 m hoog. Gefokt wordt op strakke, goed gevormde, gemakkelijk melkbare uiers, droge harde benen met sterke klauwen en een productieniveau boven de 7.000 kg melk met minstens 3,90 % vet en 3,70 % eiwit.